# Gospodarstvo Tanzanije
Gospodarstvo Tanzanije uglavnom je tipično za zemlje u razvoju: uglavnom se temelji na poljoprivredi (šećer, kava, cigarete, pivovare, sisal) i rudarstvu (dijamanti, zlato, željezo). Industrijska baza slabašna je i nekonkurentna. Turizam je značajan i rastući izvor prihoda.
Tanzanijski šiling je službena valuta u Tanzaniji. Uveden je 1966. godine.
Najviše se izvozi u Kinu, Indiju i Europsku uniju. Tanzanija je pri stjecanju neovisnosti imala 40 000 km cesta i 2 340 km željeznica. Potkraj kolonijalnoga doba u Tanganjiki se proizvodilo 80% cjelokupne istočnoafričke produkcije sisala, a Britanska Istočna Afrika je s 250 000 t godišnje bila najveći proizvođač ove sirovine, čineći oko 50 % ukupne svjetske proizvodnje.
Na obalama Tanzanije bila je razvijena gospodarska aktivnost kroz stoljeća. U prošlosti je postojala trgovina zlatom, bjelokošću i robovima te se preklapala afrička, arapska i indijska kultura. Dolaskom Europljana, nakon otkrića Vasca de Game u 15. stoljeću, došlo je do izvoza klinčića. On je i danas vrlo bitan za gospodarstvo na Zanzibaru. Pripadnost njemačkom i britanskom kolonijalnom carstvu, nije puno utjecalo na gospodarski razvoj. Nakon stjecanja neovisnosti 1964., Tanzanija se okrenula "afričkom socijalizmu", maoizmu i planskoj ekonomiji, što se pokazalo lošim. Od sredine 1980-ih, Tanzanija se postupno vraća na regionalnu ekonomsku scenu. Liberalizacija tržišta krajem 20. i početkom 21. stoljeća, omogućila je priljev stranih investicija u svim sektorima gospodarstva i gospodarski rast. 